# 巴涅 (阿列省)
巴涅（法語：Bagneux，法語發音：[baɲø] ⓘ）是法国阿列省的一个市镇，位于该省中部，阿列河西侧，属于穆兰区。

## 地理
巴涅（46°39'28"N, 3°12'20"E）面积24.87 平方千米，位于法国奥弗涅-罗讷-阿尔卑斯大区阿列省，该省份为法国中部省份，北起涅夫勒省、西北接谢尔省，西南至克勒兹省，南至多姆山省，东南临卢瓦尔省，东临索恩-卢瓦尔省。
与巴涅接壤的市镇（或旧市镇、城区）包括：阿贡日、欧比尼、蒙蒂伊、阿列河畔新城。

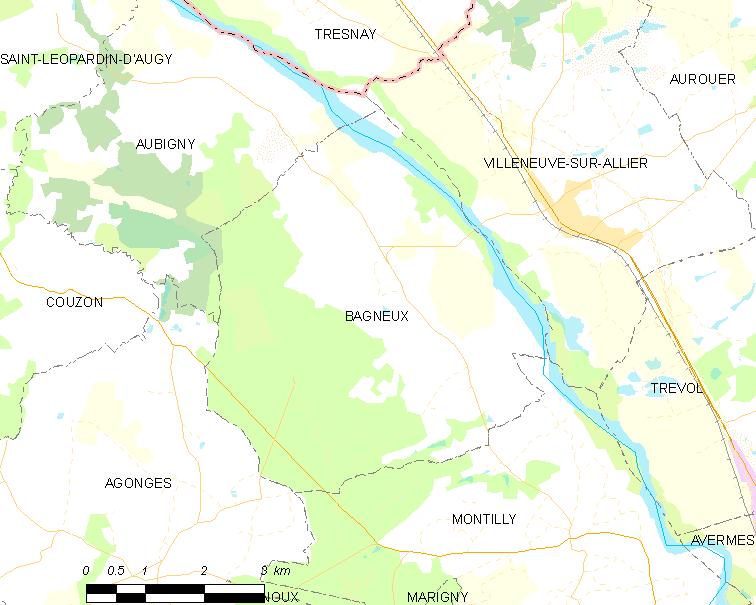
的OSM定位图

巴涅的时区为UTC+01:00、UTC+02:00（夏令时）。

## 行政
巴涅的邮政编码为03460，INSEE市镇编码为03015。

## 政治
巴涅所属的省级选区为穆兰第一县。

## 人口

1962-2008年间人口变化图示

巴涅于2022年1月1日时的人口数量为339人。